# 午夜護士 (漫畫)
午夜護士（英語：Night Nurse）是漫威漫畫公司於1970年代初出版的漫畫系列，琳達·卡特是該系列的三個核心角色之一，曾是1961年出版的早期漫威系列《實習護士 琳達·卡特》的主角。卡特後來為自己採用了「午夜護士」這個名字，在這個化身中，首次出現在《夜魔俠》第58期（2004年5月）中，作為一名專門幫助受傷超級英雄的醫療專業人員。

## 其他媒體

### 電影
- 漫威電影宇宙：由瑞秋·麥亞當斯飾演[1][2][3]。
  - 《奇異博士》（2016年） ：是「奇異博士」史提芬·史傳奇的外科醫生的前女友和盟友。
  - 《奇異博士2：失控多重宇宙》（2022年）[4]：是838號宇宙中的帕瑪。

### 電視
- 《夜魔俠》（2015年-2018年）：由蘿莎瑞·道森飾演的「午夜護士」克萊兒·坦普爾（英语：Claire Temple）[5][6][7]。節目統籌史蒂芬·S·迪奈特指出，「這個角色最初將成為漫畫中真正的午夜護士......我們在劇本中寫下了她的名字，後來發現漫威影業可能會在漫威電影宇宙中使用她，並且對她有計劃」，因此有必要改用更晦澀難懂的漫畫角色克萊兒·坦普爾[8]。他後來補充說：「我們只是切換到了另一個與午夜護士非常相似的角色」。蘿莎瑞·道森其後也在《潔西卡·瓊斯》[9]、《盧克·凱奇》[10][11][12]、《鐵拳俠》和《捍衛者聯盟》[13][14]中回歸飾演「午夜護士」克萊兒·坦普爾。

- 漫威電影宇宙：由瑞秋·麥亞當斯回歸飾演。
  - 《無限可能：假如…？》第一季（2016年） [15]：動畫劇集，配音演出。

### 遊戲
午夜護士在手機遊戲《漫威神威戰隊》中作為可解鎖角色出現。這個版本配備了一把槍，可以發射皮下注射針頭。

## 外部連結
- Night Nurse （页面存档备份，存于）
- Night Nurse （页面存档备份，存于）在Comic Vine（英语：Comic Vine）上的信息